# سودندو روی
سودندو روی (انگلیسی: Sudhendu Roy؛ ۱۹۲۱ – ۱۹۹۹) کارگردان فیلم و کارگردان هنری اهل هند بود. وی بین سال‌های ۱۹۴۸ تا ۱۹۹۹ میلادی فعالیت می‌کرد.
وی همچنین برندهٔ جوایزی همچون جایزه فیلم‌فیر شده‌است.

## فیلم شناسی
کارگردان؛
- هدیه (فیلم ۱۹۷۱) (۱۹۷۱)
- سوداگر (فیلم ۱۹۷۳) (۱۹۷۳)
- به خاطر شما (فیلم ۱۹۷۷) (۱۹۷۷)

کارگردان هنری؛
- بیرج عروس (۱۹۵۴)
- مادهوماتی (۱۹۵۸)
- یهودی (فیلم ۱۹۵۸) (۱۹۵۸)
- سوجاتا (فیلم ۱۹۵۹) (۱۹۵۹)
- بندینی (فیلم) (۱۹۶۳)
- آرزو (فیلم ۱۹۶۵) (۱۹۶۵)
- چشم‌ها (فیلم ۱۹۶۸) (۱۹۶۸)
- برهماچاری (فیلم) (۱۹۶۸)
- رقص در موسم باران (۱۹۶۹)
- سفر (فیلم ۱۹۷۰) (۱۹۷۰)
- در زدن (فیلم ۱۹۷۰) (۱۹۷۰)
- سوداگر (فیلم ۱۹۷۳) (۱۹۷۳)
- لیلی مجنون (فیلم ۱۹۷۶) (۱۹۷۶)
- دان (فیلم ۱۹۷۸) (۱۹۷۸)
- آشا (فیلم ۱۹۸۰) (۱۹۸۰)
- قرض (فیلم ۱۹۸۰) (۱۹۸۰)
- طبیعت (فیلم ۱۹۸۱) (۱۹۸۱)
- راکی (فیلم ۱۹۸۱) (۱۹۸۱)
- ما ساخته‌ایم (۱۹۸۱)
- سلسله (فیلم ۱۹۸۱) (۱۹۸۱)
- قانون (فیلم ۱۹۸۲) (۱۹۸۲)
- سؤال (فیلم) (۱۹۸۲)
- مرد شجاع (فیلم ۱۹۸۳) (۱۹۸۳)
- کارما (فیلم ۱۹۸۶) (۱۹۸۶)
- حفاظت (فیلم ۱۹۸۷) (۱۹۸۷)
- شجاعت و تلاش (۱۹۸۷)
- جوشیله (۱۹۸۹)
- مهتاب (فیلم ۱۹۸۹) (۱۹۸۹)
- قانون از ماست (۱۹۸۹)
- مسیر آتش (فیلم ۱۹۹۰) (۱۹۹۰)
- پادشاه بی‌نام (۱۹۹۱)
- تنها (فیلم ۱۹۹۱) (۱۹۹۱)
- لحظات (۱۹۹۱)
- سنت (فیلم ۱۹۹۳) (۱۹۹۳)
- نجیب (فیلم ۱۹۹۳) (۱۹۹۳)
- آینه (فیلم ۱۹۹۳) (۱۹۹۳)
- ترس (فیلم ۱۹۹۳) (۱۹۹۳)
- سرانجام (فیلم) (۱۹۹۴)
- آتش (فیلم ۱۹۹۴) (۱۹۹۴)
- آقای انگلیسی، خانم هندی (۱۹۹۶)
- برنده (فیلم ۱۹۹۶) (۱۹۹۶)
- گرداب احساسات (۱۹۹۶)

نویسنده؛
- پول دزدی (فیلم ۱۹۷۱) (۱۹۷۱)
- سوداگر (فیلم ۱۹۷۳) (۱۹۷۳)